# El Zapotal, Texcatepec
El Zapotal är en ort i Mexiko.   Den ligger i kommunen Texcatepec och delstaten Veracruz, i den sydöstra delen av landet, 160 km nordost om huvudstaden Mexico City. El Zapotal ligger 1 462 meter över havet och antalet invånare är 111.
Terrängen runt El Zapotal är kuperad österut, men västerut är den bergig. El Zapotal ligger uppe på en höjd. Runt El Zapotal är det ganska glesbefolkat, med 32 invånare per kvadratkilometer. Närmaste större samhälle är Tlachichilco, 10,3 km öster om El Zapotal. I omgivningarna runt El Zapotal växer i huvudsak städsegrön lövskog.